# Sint-Jacobsabdij van Luik

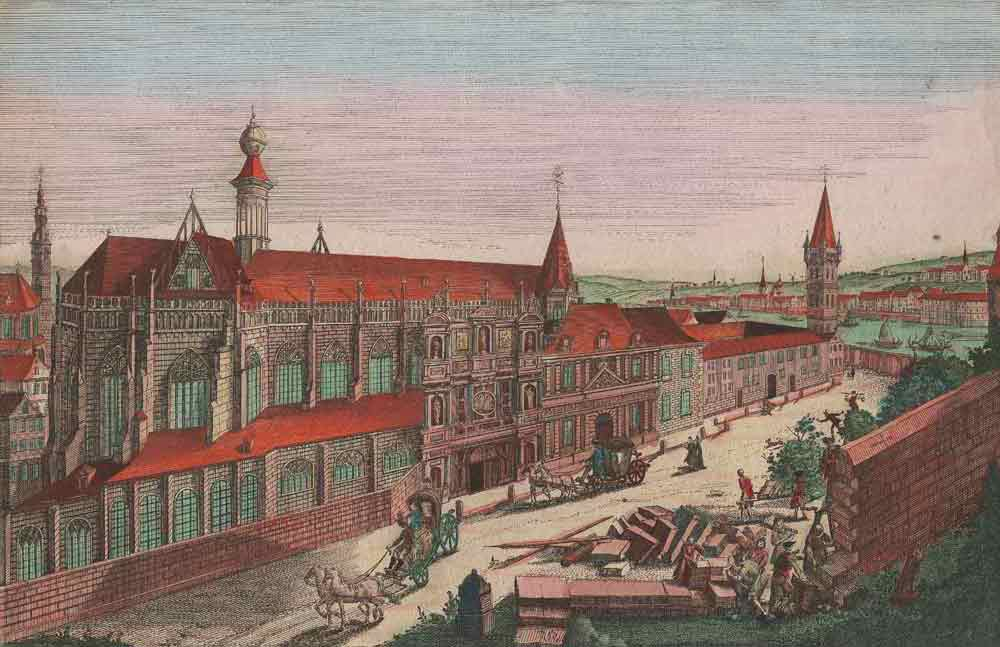
Voormalige Sint-Jacobsabdij met rechts de Maas

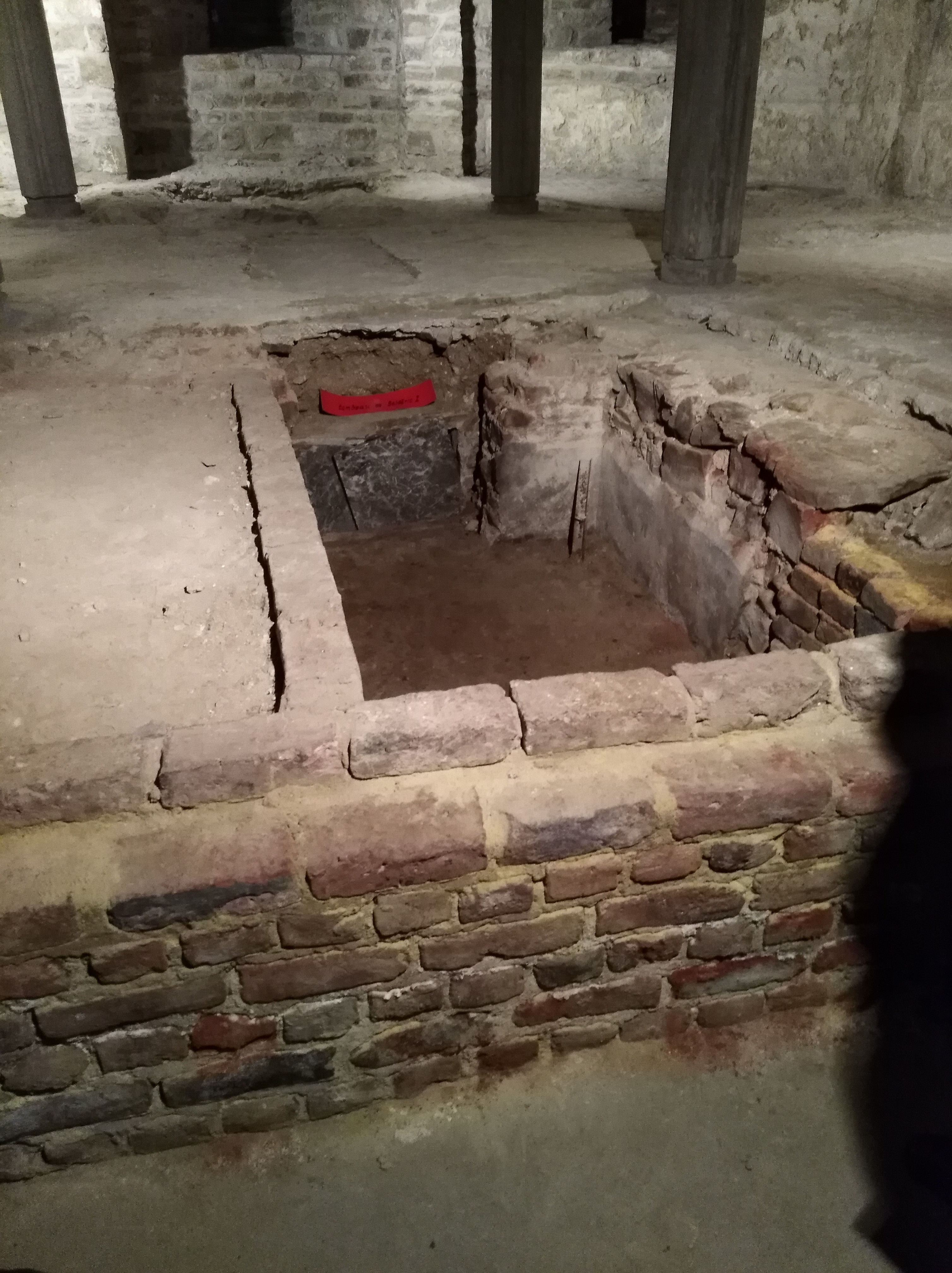
Graf van Balderik van Loon, prins-bisschop en stichter van de abdij

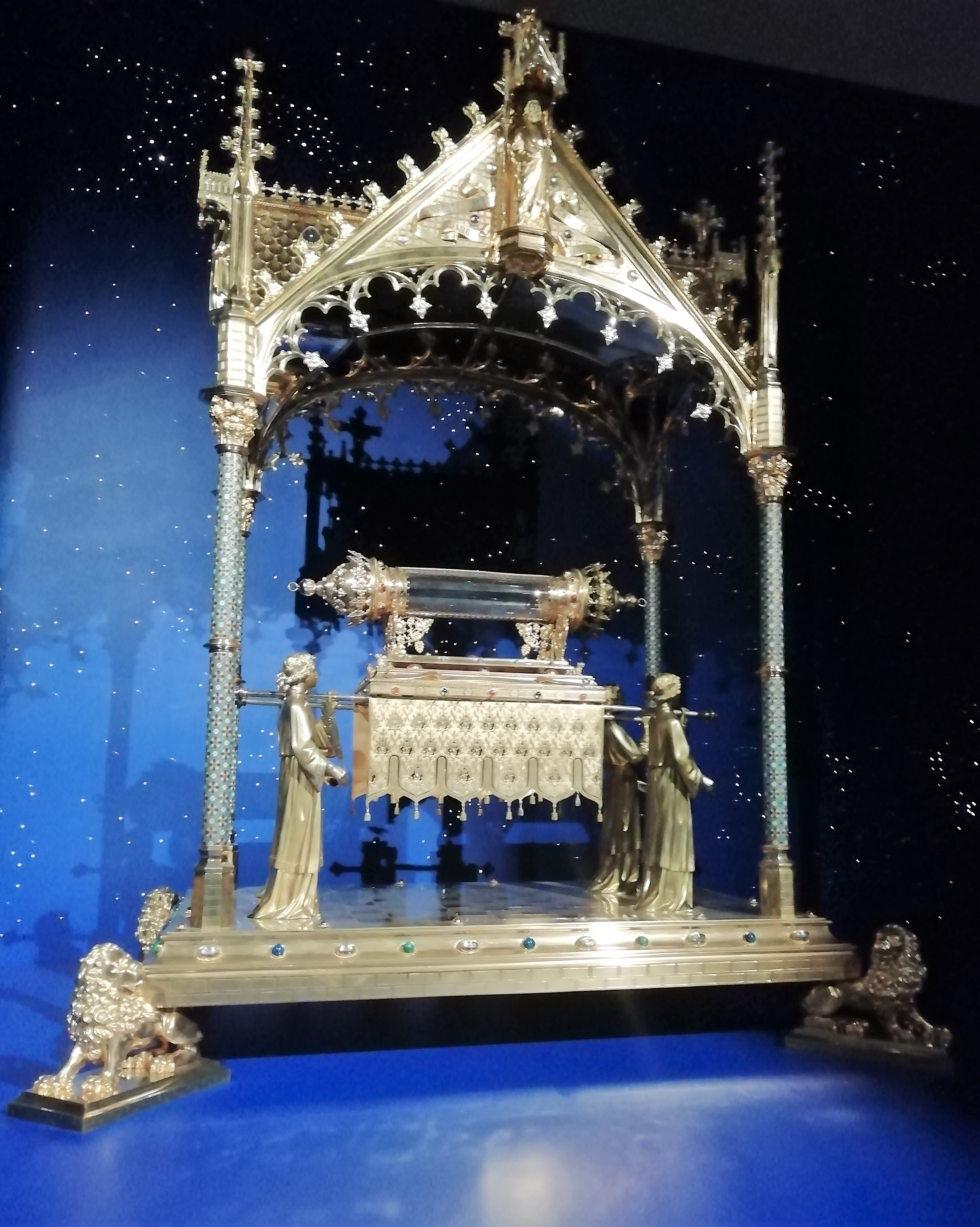
Relikwie van de twee Jacobussen

De Sint-Jacobsabdij (25 april 1016 – 25 november 1797) in Luik was een abdij van benedictijnen (1016-1785) en, voor een korte tijd, een kanunnikenhuis (1785-1797). De abdij was toegewijd aan Jacobus de Mindere. In 1477 werd er de Vrede van Sint-Jacobus gesloten tussen het prinsbisdom Luik en de Bourgondische Nederlanden.
Van de abdij rest enkel de kerk: de Sint-Jacob-de-Minderekerk.

## Historiek

### Benedictijnerabdij
Prins-bisschop Balderik van Loon wou iets doen om het moraal van de troepen van Loon en Luik op te beuren. De troepen hadden in 1013 een bloedige nederlaag geleden in de Slag bij Hoegaarden tegen het oprukkende graafschap Leuven. Daarom stichtte Balderik een abdij van benedictijnen in Luik. Op de zuidoostelijke hoek van het eiland in de Maas, destijds beschreven als een wildernis, legde hij de eerste steen op 25 april 1016. De beschermheilige van de abdij was Jacobus de Mindere.  De abdij startte met 23 monniken. Balderik werd er begraven in de crypte.
Na de dood van Balderik steunde de Rooms-Duitse keizer Hendrik II de Heilige het project. Opeenvolgende prins-bisschoppen bouwden de abdij en de kerk uit. Deze grensde aan twee armen van de Maas. In 1056 brachten monniken relieken mee van Jacobus de Meerdere, vereerd in Compostella. De relieken van de beide Jacobussen, de Mindere en de Meerdere, werden samen vereerd in de abdij. Luik werd een knooppunt van pelgrimswegen naar Compostella. De abdij had in de 11e en 12e eeuw ook een prestigieuze school en scriptorium.
Vanaf de tweede helft van de 12e eeuw verkeerde de abdij in crisis, op economisch en spiritueel gebied. Er waren grote schulden en een groot deel van de monniken verbleef gedurende de 13e eeuw buiten de abdij. In die tijd leefde in de abdij de bekende kroniekschrijver Renier van Sint-Jacobus (gestorven rond 1230). Vanaf 1246 stond de abdij onder direct toezicht van de paus. De abdij telde 25 monniken. Paus Innocentius IV was de eerste paus die de abt van Sint-Jacobs vereerde met bisschoppelijke insignes, en dit in de bisschopsstad Luik. Onder abt Willem van Julemont (1283-1301) werd de tucht weer hersteld en volgde er ook een economische reorganisatie.
In 1401 raasde de pest door de abdij doch de abdij wist zich nadien te herstellen qua aantal monniken. In 1408 werden de lijken van de ridders die gesneuveld waren in de Slag bij Othée begraven rond de abdij. De abdij was in 1487 het toneel van vredesbesprekingen tussen de hertog van Bourgondië en de prins-bisschop van Luik. Beide vorsten sloten vrede in de Vrede van Sint-Jacobus (1477). Voor de Luikenaars was het verdrag interessant omdat elke aanspraak van de Bourgondische Nederlanden op het land van Luik onmogelijk werd. 
De abdij was een belangrijk centrum voor manuscripten en archieven voor het prinsbisdom Luik. Disputen tussen de geestelijkheid die afhing van de prins-bisschop en kloosterordes anderzijds werden steeds uitgepraat in de abdij van Sint-Jacobus. 
De monniken hadden een zijarm van de Maas aangelegd die liep door hun kloosterdomein. Hiermee werd een watermolen aangedreven. Belangrijke bouw- en herstelwerken vonden plaats in de jaren 1513-1538. De oorspronkelijke Romaanse kerk was immers ingestort en prins-bisschop Everhard van der Marck wenste de abdij in haar oude glorie te herstellen. De bouwwerken werden 100 jaar later gevolgd door verfraaiingen met marmer, beelden en houtsnijwerk. De abten lieten de watermolen aanpassen zodat zij in staat was marmer te snijden.

#### Lijst van abten
In haar 766-jarig bestaan (1019-1785) heeft de Sint-Jacobsabdij 52 abten gekend (één persoon was tweemaal abt):
| |  |  |
| Twee grafstenen voor drie abten van Sint-Jacob. Links: Nicolas IV Jacquet (1709-1741). Rechts: Pierre Renotte (1741-1763) en Antoine Maillart (1764-1781) |  |  |

1. Olbert de Gembloux (1019-1048)
2. Albert (1048-1066)
3. Etienne (1066-1076)
4. Robert (1076-1095)
5. Etienne II (1095-1112)
6. Olbert II (1112-1134)
7. Etienne III (1134-1138)
8. Elbert (1138-1150) (afgetreden)
9. Etienne IV (1150-1155) (afgetreden)
10. Drogon (1155-1173)
11. Hugues (1173-1185) (afgetreden)
12. Herman I (1185-1188)
13. Gosuin (1188-1197)
14. Gerard I de Gange (1197-1197) (afgetreden)
15. Hugues (1197-1201) (herkozen, daarna afgetreden)
16. Theodoric I (1201-1202) (afgetreden)
17. Henri I de Jupille (1202-1209) (afgetreden)
18. Waselin (1209-1229) (afgetreden)
19. Theodoric II (1229-1230)
20. Jean I (1230-1248)
21. Michel I (1248-1283)
22. Guillaume I de Jullemont (1283-1301)
23. Michel II (1301-1305) (afgetreden)
24. Guillaume II de Bever (1305-1316)
25. Henri Cosins (1316-1342) (afgetreden)
26. Jean II Poilhon (1342-1351)
27. Gerard II d'Awans (1351-1361)
28. Helin de Meffe (1361-1372)
29. Nicolas I du Jardin (1372-1393)
30. Bertrand de Vivegnis (1393-1401) (aan de pest bezweken)
31. Jean III Sordelhe (1401-1408) (afgezet door Jan van Beieren)
32. Renier de Heyendael (1408-1436)
33. Rutger de Bloemendael (1436-1470)
34. Conrard du Moulin (1471-1474)
35. Arnold van den Brecht (1474-1483) (aan de pest bezweken)
36. Gerard III de Halin (1483-1500)
37. Servais Moëns (1500-1506)
38. Jean de Cromois (1506-1525)
39. Nicolas II Balis (1525-1551)
40. Herman II Rave (1551-1583)
41. Leonard Gerardi (1583-1594)
42. Martin Fanchon (1594-1611)
43. Gilles I Lambrecht (1611-1646)
44. Gilles II Dozin (1646-1647)
45. Gilles III de Brialmont (1647-1674)
46. Hubert Hendrice (1674-1695)
47. Nicolas III Bouhon (1695-1703)
48. Benoît de Slins (1703-1708)
49. Joseph Doïen (1708-1709)
50. Nicolas IV Jacquet (1709-1741)
51. Pierre Rennotte (1741-1763)
52. Antoine Maillart (1764-1781)
53. Auguste Renardy (1781-1785)

Na de omzetting van de abdij in een seculier kapittel kende het kapittel tot de opheffing in 1797 nog twee proosten (voor de wereldlijke aangelegenheden) en twee dekens (voor geestelijke zaken). De proosten waren: César-Constantin-Marie graaf de Méan de Beaurieux (1786-1793) en Albert-Joseph ridder de Grady de Croenendael (1793-1797). De twee dekens waren: Auguste Renardy (1785), tevens de laatste abt, en Jean Deneumoulin (1786-1797).

### Kapittel
In 1785 vroegen de benedictijnen aan de paus om hun abdij af te schaffen. Paus Pius VI en keizer Jozef II stemden hiermee in. De reden was dat de monniken voortaan als kanunniken wensten te leven, zonder verplichte kloosterregels. De abdij werd geseculariseerd en werd een seculier kapittel; de abdijkerk werd kapittelkerk. De Sint-Jacobskerk werd hiermee de achtste kapittelkerk van Luik. In 1788 organiseerden de kanunniken een grote uitverkoop van 700 jaar benedictijnse werken uit hun bibliotheek. Sommige van deze werken zijn bewaard in het British Museum in Londen en de stadsbibliotheek van Darmstadt.

### Na het prinsbisdom Luik
Met de Luikse Revolutie en de Franse Revolutie hield het religieuze leven van de kanunniken op. De abdij van Sint-Jacob werd een paardenstal. Het zilverwerk uit de kerk verdween. De relikwieën van de beide Jacobussen werden in bewaring gegeven. In 1797 sloten de Fransen de kapittelkerk van Sint-Jacobus. De abdijgebouwen werden verwoest, behalve de abdijkerk. Antoine Desmousseaux de Givré, prefect van het departement Ourthe, verzette zich tegen afbraak. De kathedraal van de prins-bisschop, de Sint-Lambertuskathedraal, daarentegen liet hij wel slopen.
Vanaf 1803 fungeerde de Sint-Jacobskerk als parochiekerk in Luik.